# Distretto di Dianjun
Il distretto di Dianjun (点军区S, Diǎnjūn QūP) è un distretto della Cina, situato nella provincia di Hubei e amministrato dalla prefettura di Yichang.